# Beach Fossils
Beach Fossils är ett amerikanskt indierockband från New York. Gruppens självbetitlade debutalbum utgavs på Captured Tracks 2010. Samma skivbolag släppte året därpå uppföljaren, EP-skivan What a Pleasure.

## Bandmedlemmar
Nuvarande medlemmar
- Dustin Payseur - sång, gitarr
- Tommy Davidson - gitarr
- Tommy Gardner - trummor, sång, piano
- Jack Doyle Smith - basgitarr (turnerande medlem)

Tidigare medlemmar
- John Peña - basgitarr
- Zachary Cole Smith - gitarr, trummor
- Christopher Burke - gitarr
- Tommy Lucas - trummor

## Diskografi
Studioalbum
- 2010 – Beach Fossils
- 2013 – Clash the Truth
- 2017 – Somersault
- 2023 – Bunny

EP-skivor
- 2011 – What a Pleasure

Singlar
- 2010 - Daydream / Desert Sand
- 2010 - Face It / Distance
- 2012 – Careless
- 2012 – Shallow / Lessons